# John Paul Stevens
John Paul Stevens   (Chicago, 20 d'abril de 1920 - Fort Lauderdale, 16 de juliol de 2019) va ser un jurista dels Estats Units. Entre 1975 i 2010 va ocupar una posició com a Jutge Associat de la Cort Suprema dels Estats Units. Al moment de retirar-se, Stevens era el membre de major experiència en el Tribunal.
La carrera jurídica de Stevens va començar el 1970 quan el President Richard Nixon el nomena jutge del Setè Circuit d'Apel·lacions a Chicago. Després al 1975 el President Gerald Ford el nomina a la Cort Suprema després de retirar-se el Jutge Associat William Douglas.
Originalment, el Jutge Stevens era considerat un jutge conservador, però al llarg dels anys, va moure's més cap a l'esquerra i va ser considerat un membre de l'ala liberal de la Cort. En diverses ocasions va votar a favor dels drets dels homosexuals i del dret a l'avortament cosa que li va representar fortes crítiques per part dels sectors conservadors.
Encara que el tema de la seva possible retirada va ser molt debatut durant molts anys als Estats Units (sobretot durant la presidència de George W. Bush, que esperava substituir-ho per un jutge conservador), el 9 d'abril de 2010, onze dies abans de complir 90 anys, Stevens va anunciar la seva intenció de deixar el càrrec per a finals de juny d'aquell any, quan finalitzava el període de sessions.
Malgrat la seva avançada edat, la seva participació va ser activa fins als seus últims dies en el càrrec, arribant a prendre les regnes administratives de la Cort durant el temps en què la posició de Jutge President va estar vacant.
El 10 de maig de 2010, el President Barack Obama va nomenar a la Procuradora General Elena Kagan per succeir a Stevens en el càrrec.